# Нурищенко Наталія Євгенівна
Ната́лія Євге́нівна Нури́щенко (* 1957) — українська вчена, доктор біологічних наук.

## Життєпис
Народилася 1957 року в місті Сімферополь. 1979 року закінчила біологічний факультет Київського університету.
1986 року захистила кандидатську роботу «Комплексоутворення адренергічних засобів з катіонами біометалів та біолігандами», 2004 — докторантуру кафедри біофізики біологічного факультету Київського університету. 2005 року — докторську дисертацію «Молекулярні та біофізичні механізми дії ультразвуку при експериментальному запаленні і хронічному тонзиліті».
У Київському університеті протягом 2004—2008 років — старший науковий співробітник відділу біофізики, з 2008-го — завідувачка НДС «Біофізика» біологічного факультету інституту фізіології ім. академіка П. Г. Богача, одночасно — професор кафедри біофізики.
Наукові інтереси: вивчення механізмів розвитку запальних патологій, можливості їх корекції за допомогою фізичних факторів.
Запрошувалась на роботу до Патрського університету — грант Державного фонду стипендій для стажування.
З 2007 року — у складі спеціалізованої вченої ради Київського університету по захисту дисертації зі спеціалізації «біофізика»; від 2008-го — вченої ради біологічного факультету.
Є авторкою понад 120 праць, з них:
- «Вплив стохастичного ультразвуку на біоенергетику та вільнорадикальне окислення при експериментальному запаленні», 1995
- «Віддалені результати стохастичної ультразвукової терапії хронічного тонзиліту», 2001
- «Характерні зміни деяких показників крові хворих на хронічний тонзиліт при лікуванні стохастичним ультразвуком», 2003
- «Запалення при м'язовій травмі», 2007
- «Фізика біосистем у формулах, термінах, схемах», навчальний посібник, співавтори Войтешенко Іван Сергійович, Грабчук Галина Петрівна, Говорун Дмитро Миколайович, Давидовська Тамара Леонідівна, Науменко Анна Миколаївна, Нипорко Олексій Юрійович, Цимбалюк Ольга Володимирівна, 2017.

Серед патентів: «Спосіб довготривалого зберігання сперми людини в лабораторних умовах», 2012, співавтори Андрейченко Сергій Вадимович, Булавицька Вероніка Михайлівна, Клепко Алла Володимирівна, Кондратова Юлія Анатоліївна, Чернишов Андрій Вікторович.

### Наукові публікації
- Перелік близько 50-ти наукових публікації Нурищенко Наталії// Google-Академія